# Galeras (música)
Galeras es un palo flamenco, estilo musical de cante y baile español.
Fue creado por Juan Peña "el Lebrijano" y tiene su base en la bulería. No es un cante muy extendido entre otros cantaores.